# Busch Gardens
Vous pouvez aider à l'améliorer ou bien discuter des problèmes sur sa page de discussion.
- Il ne cite pas suffisamment ses sources. Vous pouvez indiquer les passages à sourcer avec {{référence nécessaire}} ou {{Référence souhaitée}}, et inclure les références utiles en les liant aux notes de bas de page. (Marqué depuis avril 2021)
- Il contient une ou plusieurs listes. Le texte gagnerait à être rédigé sous la forme d’un ou plusieurs paragraphes synthétiques, afin d’être plus agréable à lire. (Marqué depuis avril 2021)

- Archive Wikiwix
- Bing
- Cairn
- DuckDuckGo
- E. Universalis
- Gallica
- Google
- G. Books
- G. News
- G. Scholar
- Persée
- Qwant
- (zh) Baidu
- (ru) Yandex
- (wd) trouver des œuvres sur Wikidata

Busch Gardens est le nom de deux parcs d'attractions des États-Unis appartenant à SeaWorld Parks & Entertainment, ancienne filiale du groupe brassicole Anheuser-Busch. 

## Les parcs actifs

### Busch Gardens Tampa
Le parc, d’abord connu sous le nom Busch Gardens Tampa Bay puis Busch Gardens: The Dark Continent et Busch Gardens Africa, Busch Gardens Tampa est ouvert depuis le 31 mars 1959 et est situé à Tampa, en Floride. Il a pour thème le continent africain.

### Busch Gardens Williamsburg
Le parc, d’abord connu sous le nom Busch Gardens: The Old Country, puis Busch Gardens Europe de 2006 à 2008, Busch Gardens Williamsburg est ouvert depuis le 5 mai 1975 et est situé à Williamsburg, en Virginie. Il a pour thème le continent européen.

## Les anciens parcs
Trois parcs ont fermé dans d’autres villes :
- Pasadena en Californie (1905-1937)
- Van Nuys en Californie (1964-1979)
- Houston au Texas (1971-1972)

## Le saviez-vous
- Dans Les Simpson, Busch Gardens a servi à inspirer un certain Duff Gardens (devenu Duffland dans la version française) pour l’épisode nommé Le Choix de Selma (Selma’s Choice).
- Les boutiques et restaurants des parcs Busch Gardens ont été renommés en 2006 pour être liés aux thèmes respectifs des parcs.